# Уилкокс, Уолтер Фрэнсис
 Уолтер Фрэнсис Уилкокс (англ. Walter Francis Willcox; 22 марта 1861, Рединг, штат Массачусетс, США — 30 октября 1964, Итака, штат Нью-Йорк, США) — американский экономист и статистик. Эмерит профессор экономики и статистики Корнеллского университета, президент Американской экономической ассоциации в 1915 году, почётный президент Международного статистического института в 1947 году, президент Американской статистической ассоциации в 1912 году.

## Биография
Уолтер родился 22 марта 1861 года в Рединге, штат Массачусетс, США в семье конгрегационалистского священника. Сын Уильяма Генри Уилкокс и Энн Холмс Гуденау, которые имели троих детей. Старшая сестра Мэри Элис Уилкокс (24.04.1856 Кеннебанк (Мэн), США −1953) в будущем известная малаколог и натуралист. Дедушка Джон Холмс был сенатором от штата Мэн, а другой дедушка Даниэль Гуденау был судьёй в Верховном суде штата Мэн, в 1886—1904 годах отец был попечителем колледжа Уэллсли, а тётя Валерия Стоун вносила значительные средства в развитие женского частного колледжа Уэллсли.
В 1880 году Уолтер окончил Академию Филлипса в Андовер, штат Массачусетс.
В 1884 году получил степень бакалавра искусств в Амхерстском колледже, в 1888 году степень магистра искусств в Амхерстском колледже.
В 1887 году получил степень бакалавра права и в 1891 году получил степень доктора философии в Колумбийском университете. В 1889—1890 годах обучался в Берлинском университете.
В 1906 году почётную степень доктора в области права в Амхерстском колледже.
С 1891 года начал преподавательскую деятельность в должности преподавателя философии и ассоциированного профессора в Корнеллском университете. С 1901 года является профессором экономики и статистики в Корнеллском университете. В 1902—1907 годах декан колледжа искусств и наук в Корнеллском университете, в 1916—1920 представитель факультета в Совете попечителей. В 1931 году ушёл в отставку и стал эмерит профессор Корнеллского университета.
С 1892 года член, а в 1912 году президент, и в 1917 году сотрудник Американской статистической ассоциации, способствовал присоединению её в 1899 году к Международному статистическому институту и был регулярным делегатом от США на сессиях Международного статистического института с 1903 по 1961 год, а с 1923 года вице-президент, в 1947 году почётный президент Международного статистического института. Член Королевского статистического общества, почётный член Статического общества Венгрии, Статического общества Чехословакии, Мексиканского общества географии и статистики.
В 1899—1901 годах главный экономист Двенадцатой переписи населения США.